# Richard Reinhardt (Tiermediziner)
Karl Ludwig Richard Reinhardt (* 1. April 1874 in Stuttgart; † 23. Dezember 1967 in Freudenstadt) war ein deutscher Veterinärmediziner.

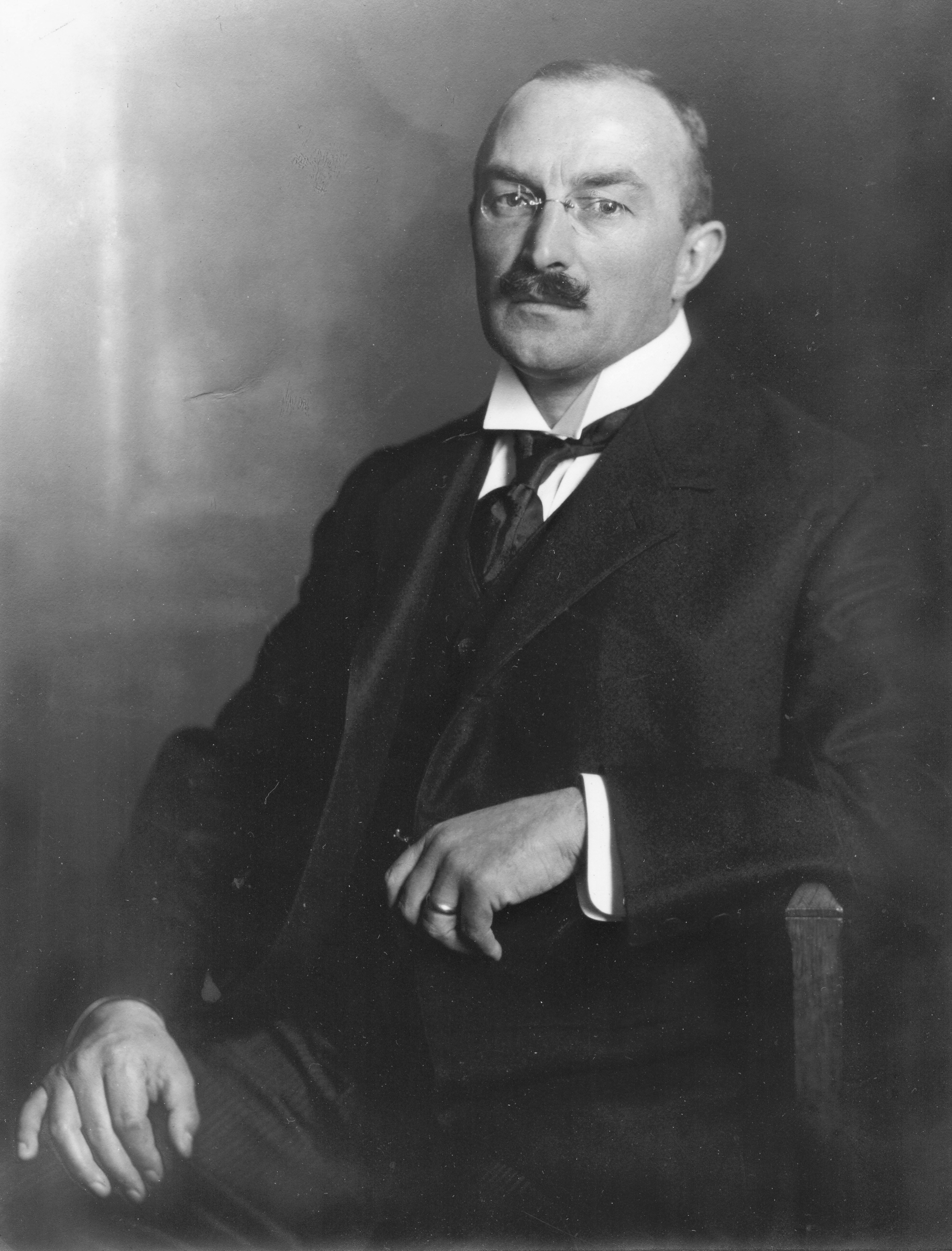
Richard Reinhardt

## Leben
Richard Reinhardt belegte nach dem Abitur bis 1896 ein Studium der Veterinärmedizin in Stuttgart, das er mit der Approbation als Tierarzt abschloss. Seit 1892 gehörte er dem Akademischen Veterinärverein Stuttgart (seit 1910 Münchener Burschenschaft Vandalia bzw. Alemannia) an. Es folgten 1896–1898 Tätigkeiten als Assistent des Bezirks- und Schlachthoftierarztes in Pforzheim, 1899–1901 als wissenschaftlicher Hilfsarbeiter am Medizinalkollegium in Stuttgart und 1901–1908 als Oberamts- sowie praktischer Tierarzt in Freudenstadt (Schwarzwald). Von hier aus reichte er eine Dissertation an die Universität Gießen ein und erwarb den akademischen Grad eines Dr. med. vet.
1908 begann seine akademische Karriere mit der Ernennung zum ordentlichen Professor für Seuchenlehre, Veterinärpolizei, Fleischbeschau und Geburtshilfe und als Leiter der ambulatorischen Klinik an der Tierärztlichen Hochschule Stuttgart. Nach deren Schließung erhielt er 1913 eine ordentliche Honorarprofessur für Tierpathologie, ab 1920 eine ordentliche Professur für Tierbakteriologie und Tierhygiene an der Medizinischen Fakultät an der Universität Rostock. Gleichzeitig war er Direktor des Landes-Tierseucheninstituts für Mecklenburg in Rostock. Von 1914 bis 1918 war er Leiter eines der größten Pferdelazarette in Brüssel. 1923 folgte er einem Ruf auf den Lehrstuhl für Veterinär-Pharmakologie, Toxikologie und Augenheilkunde an der Veterinärmedizinischen Fakultät der Universität Leipzig. Im November 1933 unterzeichnete er das Bekenntnis der deutschen Professoren zu Adolf Hitler. Er war allerdings nicht Mitglied der NSDAP.
Richard Reinhardt, von 1930 bis 1931 Dekan der Veterinärmedizinischen Fakultät, zusätzlich von 1923 bis 1944 mit der Leitung der Universitäts-Tierpoliklinik betraut, erfüllte auch nach seiner Emeritierung 1939 in Vertretung seiner einberufenen Professorenkatalogen weiterhin Lehrtätigkeit. Nachdem 1944 in Leipzig Institut und Wohnung zerstört worden waren, kehrte er nach Freudenstadt zurück. Hier setzte er seine wissenschaftliche Tätigkeit fort und übte auch noch einige Zeit eine Tierarztpraxis aus. 1954 anlässlich seines 80. Geburtstages wurden ihm ein Ehrendoktor Dr. med. vet. von der Tierärztlichen Hochschule Hannover und ein Ehrendoktor Dr. med. von der medizinischen Fakultät der Universität Rostock verliehen.
Als Verfasser zahlreicher Publikationen profilierte er sich auch auf dem Gebiet Kleintiermedizin. 1939 wurde Reinhardt zum Mitglied der Leopoldina gewählt.
Er starb im Alter von 93 Jahren, nachdem er sich 1944 endgültig aus dem Berufsleben zurückgezogen hatte.

## Schriften
- Über Pleiodaktylie beim Pferde. Dissertation Med. Koll., Ref. Martin, 1907
- Wandtafeln zum geburtshilflichen Unterricht beim Rind. Schaper, 1913
- Mit Josef Gustav Vaeth: Das Katzenbuch. Rassen, Züchtung, Haltung sowie Krankheiten der Katze. Hannover 1931
- Mit Eugen Fröhner: Lehrbuch der Arzneiverordnungslehre für Tierärzte. Ausgabe 6. Enke, 1940
- Lehrbuch der Arzneimittellehre für Tierärzte, Ausgabe 16, Enke, 1943
- Lehrbuch der Geflügelkrankheiten. Hannover 1946
- Mit Friedrich Schwangart, Rudolf Wetzel: Die Krankheiten der Katze: mit Ausführungen über Abstammung, Rassen, Züchtung, Haltung und Richten. Ausgabe 2. M. & H. Schaper, 1952
- Die Geschichte der ehemaligen Tierärztlichen Hochschule zu Stuttgart. Stuttgart 1953
- Mit Georg Müller: Der gesunde und der kranke Hund. Berlin-Hamburg 1960